# Gottfried Wilhelm Leibniz
Gottfried Wilhelm Leibniz o Leibnitz [AFI: ˌg̊ɔtfʀit ˌv̥ɪlɦɛlm ˈla͡ɪ̯bnɪt͡s o ˈla͡ɪ̯pnɪt͡s] (Leipzig, Ducat de Saxònia, Sacre Imperi, 1 de juliol de 1646 - Hannover, Ducat de Brunsvic-Lüneburg, Sacre Imperi, 14 de novembre de 1716) fou un filòsof, científic, matemàtic, lògic, diplomàtic, jurista, bibliotecari i filòleg, alemany de llinatge sòrab, que va escriure en llatí, francès i alemany.
El 1676 va desenvolupar el càlcul diferencial, independentment d'Isaac Newton, i la notació utilitzada actualment és la seva. Inventà la calculadora de Leibniz. Fundà l'Acadèmia de les Ciències de Berlín. Leibniz ocupa un lloc rellevant tant en la història de la filosofia com en la història de les matemàtiques.
Va desenvolupar el sistema numèric binari, base de la lògica dels ordinadors actuals. Va elaborar la idea de l'optimisme, és a dir la seva conclusió que Déu va crear el millor dels universos "possibles". Leibniz va ser, juntament amb René Descartes i Baruch Spinoza, un dels tres racionalistes més importants del segle xvii. De totes maneres la seva filosofia també es basa en la tradició escolàstica i anticipa la lògica moderna i l'anàlisi
Leibniz també va fer moltes contribucions a la física i a la tecnologia, i va avançar nocions que van aparèixer molt més tard en biologia, medicina, geologia, probabilitat, psicologia, lingüística, i teoria de la informació. També va escriure sobre política, dret, ètica, teologia, història, i filologia, fins i tot ocasionalment en poesia. Les seves contribucions en aquest ampli ventall de temes van ser escampades en diaris, milers de cartes i manuscrits no publicats. Encara no hi ha una edició completa dels treballs de Leibniz.

## Biografia

### Joventut
Gottfried Leibniz va néixer l'1 de juliol de 1646 a Leipzig, fill de Friedrich Leibniz i Catherina Schmuck. El seu pare va morir quan ell tenia sis anys, pel que va rebre els valors religiosos i morals de la seva mare. Això va influenciar molt el seu pensament filosòfic al final de la seva vida. En la seva edat adulta, es feia anomenar "von Leibniz", i a moltes edicions pòstumes dels seus treballs apareix com "Freiherr (Baró) G. W. von Leibniz." Malgrat això no s'ha trobat cap document confirmant que se li hagués donat cap títol nobiliari.
El seu pare, professor de filosofia moral a la Universitat de Leipzig, va deixar una biblioteca personal a la qual Leibniz va tenir accés lliure des que tenia set anys. Quan en tenia dotze havia après llatí de manera autodidàctica. També va començar a estudiar grec.
Als catorze anys va entrar a la Universitat en la qual havia treballat el seu pare i va completar els estudis als vint, especialitzant-se en dret i dominant els cursos bàsics de llengües clàssiques, lògica i filosofia escolàstica. Malgrat aquests estudis, la seva educació en matemàtiques no va assolir el nivell existent llavors a França i Gran Bretanya. El 1666 va publicar el seu primer llibre. Era la seva tesi en filosofia De Arte Combinatoria. Quan la Universitat de Leipzig no li va poder assegurar una plaça com a professor de dret després de la seva graduació, Leibniz va optar per presentar la tesi a la Universitat d'Altdorf, i va obtenir el doctorat en dret en cinc mesos. Això no obstant, va rebutjar una oferta de nomenament acadèmic a Altdorf, i va passar la resta de la seva vida al servei de dues de les famílies més importants de la noblesa alemanya.

### 1666–74
Tot i que no tenia coneixements en alquímia, la primera feina de Leibniz va ser com a alquimista assalariat a Nuremberg. Aviat es va trobar amb Johann Christian von Boineburg (1622–1672), el primer ministre acomiadat de l'Elector de Mainz, Johann Philipp von Schönborn. Von Boineburg va contractar Leibniz com a assistent seu, i poc després es va reconciliar amb l'Elector i li va presentar Leibniz. Aquest va dedicar un assaig jurídic a l'Elector amb l'esperança d'aconseguir una feina. La va obtenir; l'Elector va demanar a Leibniz que participés en una nova redacció del codi legal del seu electorat. El 1669, Leibniz va ser nomenat Assessor en el Jutjat d'Apel·lació. Malgrat la mort de Von Boineburg a final de 1672, Leibniz va continuar treballant per a la seva vídua fins que va ser acomiadat el 1674.
Von Boineburg va promoure molt la reputació de Leibniz, i els seus memoràndums i cartes van començar a tenir efectes. El servei de Leibniz a l'Elector aviat va prendre un caire diplomàtic. Va publicar un assaig, sota el pseudònim d'un noble polonès fictici, en el qual argumentava (sense èxit) a favor del candidat alemany per a la Corona de Polònia. La realitat geopolítica europea més important durant la vida adulta de Leibniz va ser l'ambició de Lluís XIV de França, recolzada en la potència militar i econòmica francesa. Mentrestant, la Guerra dels Trenta Anys havia deixat l'Europa de parla alemanya esgotada, fragmentada, i econòmicament endarrerida. Leibniz va proposar protegir l'Europa de parla alemanya, distreien Lluís de la següent manera. Se li proposaria a França envair Egipte com a pas previ per a una eventual conquesta de les Indies Orientals Holandeses. Com a contrapartida, França deixaria estar tant a Alemanya com als Països Baixos. Aquest pla va obtenir el suport cautelós de l'Elector. El 1672, el govern francès va convidar Leibniz a París per a tractar del tema. El pla va ser desbordat per l'esclat de la Guerra Franco-holandesa, i va esdevenir irrellevant.
L'intent fallit d'invasió d'Egipte per part de Napoleó el 1798 pot ser considerat com una aplicació no intencionada del pla de Leibniz.
Leibniz va passar uns quants anys a Paris. Poc temps després d'arribar, va conèixer el matemàtic i físic holandès Christiaan Huygens i es va adonar que el seu coneixement de matemàtiques i física era parcial. Amb l'ajut de Huygens va començar un programa d'autoestudi que en poc temps el va portar a fer contribucions molt importants en els dos àmbits, entre les quals trobem el desenvolupament de la seva pròpia versió del càlcul infinitesimal. Va conèixer Malebranche i Antoine Arnauld, els filòsofs francesos més importants de l'època, va estudiar les obres de Descartes i Pascal, tant els treballs publicats com els no publicats. Va fer amistat amb el matemàtic alemany Ehrenfried Walter von Tschirnhaus amb qui va mantenir correspondència durant la resta de la seva vida.
Cap a començament del 1673, quan l'Elector es va adonar que França no implementaria la seva part del pla de conquesta d'Egipte ideat per Leibniz, va enviar el seu nebot, acompanyat per Leibniz, amb una missió prop al govern anglès a Londres. Va ser aleshores que Leibniz va conèixer Henry Oldenburg i John Collins. La Royal Society va nomenar Leibniz membre extern de la seva societat després que els fes una demostració d'una màquina de calcular que havia estat dissenyant i construint des del 1670. Era la primera màquina que podia fer les quatre operacions bàsiques. La missió va acabar sobtadament en morir l'Elector. Per aquest motiu Leibniz va tornar ràpidament a Paris i no a Mainz, tal com s'havia planejat.
Les sobtades morts de les dues persones per qui treballava Leibniz ocorregudes el mateix hivern van comportar que hagués de buscar una nova base per a la seva carrera. Una invitació per part del duc de Brunsvic el 1669 per a visitar Hannover va resultar providencial. Leibniz va declinar la invitació, però va començar a mantenir correspondència amb el duc des del 1671. El 1673, el duc li va oferir el càrrec de conseller, cosa que Leibniz va acceptar no de gaire bon grat dos anys més tard, quan va quedar clar que no podia obtenir cap feina a París, ni a la cort imperial d'Habsbourg.

### Casa de Hannover, 1676–1716
Leibniz va poder ajornar la seva arribada a Hannover fins a final de 1676, després de fer un altre viatge cap a Londres, on probablement li van ensenyar alguns dels treballs de càlcul diferencial no publicats de Newton. Aquest fet es va considerar la prova que sostenia l'acusació que Newton va fer dècades més tard, segons la qual Leibniz li hauria plagiat el càlcul. En el trajecte de Londres a Hannover, Leibniz es va aturar a La Haia, on es va reunir amb Leeuwenhoek, el descobridor dels microorganismes. També va passar diversos dies d'intensos debats amb Spinoza, qui acabava de concloure la seva obra mestra, l'Ètica. Leibniz respectava la capacitat intel·lectual de Spinoza, però va quedar molt afectat per les conclusions que contradeien l'ortodòxia cristiana i jueva.
El 1677, va ser promocionat, tal com va demanar, a conseller privat de Justícia, una posició que va mantenir durant tota la seva vida. Leibniz va servir a tres governants consecutius de la Casa de Brunsvic com a historiador, conseller polític, i com a bibliotecari de la biblioteca ducal. Va treballar en les diverses qüestions polítiques, històriques i teològiques relatives a la Casa de Brunsvic; els documents resultants formen una part valuosa de la documentació història del període.
Entre les poques persones al nord d'Alemanya que acceptaven Leibniz es trobaven l'Electora Sofia de Hannover (1630–1714), la seva filla Sofia Carlota de Hannover (1668–1705), consort de Frederic I de Prússia i el seu declarat deixeble, i Carolina d'Ansbach, consort del seu net, el futur Jordi II d'Anglaterra. Leibniz era conseller, amic i corresponent de cadascuna d'aquestes dames. Elles li donaven suport, més que no pas els seus consorts i el futur rei Jordi I d'Anglaterra.
La població de Hannover només era d'unes 10.000 persones, i el seu provincianisme molestava Leibniz. Amb tot, ser un cortesà important a la Casa de Brunsvic era tot un honor, especialment si es té en compte la meteòrica pujada del prestigi d'aquesta casa durant el temps en què Leibniz va estar lligat amb ella. En 1692, el duc de Brunsvic va esdevenir elector hereditari del Sacre Imperi Romanogermànic. L'Acta d'Establiment de 1701 va designar successora de la Corona Britànica l'Electora Sofia i els seus descendents protestants. Leibniz va tenir un paper important en les iniciatives i negociacions fent camí cap a aquesta llei, encara que a vegades no va tenir gaire èxit. Per exemple, un document que va publicar de manera anònima a Anglaterra, intentant promoure la causa Brunsvic, va ser censurat pel Parlament Britànic.
La Casa de Brunsvic va tolerar l'enorme esforç que Leibniz va fer amb la seva dedicació a tasques intel·lectuals no relacionades amb les seves funcions com a cortesà, activitats com ara el perfeccionament del càlcul infinitesimal, escriure sobre altres temes matemàtics, la lògica, la física, la filosofia i el manteniment d'una vasta correspondència. Va començar a treballar en càlcul el 1674, i la primera evidència escrita que ha quedat en els seus quaderns és del 1675. Cap al 1677 ja havia pensat un sistema coherent però no el va publicar fins al 1684. Les notes més importants de Leibniz es van publicar entre el 1682 i 1692. Habitualment es publicaven en un diari que havien fundat Otto Mencke i ell el 1682, l'Acta Eruditorum. Aquest diari va tenir un paper clau en donar una empenta a la seva reputació matemàtica i científica, que, a la vegada, va ampliar la seva eminència en diplomàcia, història, teologia i filosofia.
L'Elector Ernest Augustus va encarregar Leibniz la redacció de la història de la Casa de Brunsvic, començant des del temps de Carlemany o anterior, amb l'esperança que el llibre resultant en fes costat a les ambicions dinàstiques. De 1687 a 1690, Leibniz va viatjar molt per Alemanya, Àustria i Itàlia, buscant i trobant materials als arxius per aquest projecte. Tanmateix, van passar algunes dècades sense que aparegués cap història, de manera que l'Elector següent estava força molest per la dilació de Leibniz. Aquest no va acabar mai el projecte, d'una banda per la quantitat de produccions que feia en altres camps i, d'altra, perquè s'obsessionava a escriure un llibre erudit i molt rigorós basat en fonts d'arxius, mentre que aquells que li havien encarregat la tasca s'haurien conformat amb un llibre popular breu, que fos una mica més que una genealogia amb comentaris, que podia ser completat en uns tres anys. Mai no van saber que Leibniz realment havia fet una bona part de la tasca que se li havia assignat: quan finalment al segle xix es va publicar el material que Leibniz havia escrit i compilat per a la seva història de la Casa del Brunsvic, ocupava tres volums.
El 1711, John Keill, escrivint a la revista de la Royal Society i amb el presumpte beneplàcit de Newton, va acusar Leibniz d'haver plagiat el càlcul de Newton. Així va començar la Controvèrsia sobre la "prioritat del càlcul", fet que va enfosquir la resta de la vida de Leibniz. La Royal Society va dur a terme una investigació formal (en la qual Newton va prendre part encobertament), per donar resposta a una demanda de retracció feta per Leibniz; i va mantenir les tesis de Keill. Des del 1900 aproximadament, els historiadors de les matemàtiques tendeixen a absoldre Leibniz de plagi, ja que troben importants diferències entre les versions del càlcul infinitesimal de Leibniz i Newton.
El 1711, mentre viatjava pel nord d'Europa, el Tsar de Rússia Pere el Gran va parar a Hannover i va trobar Leibniz, qui va quedar interessat per Rússia per la resta de la seva vida. El 1712, Leibniz va començar dos anys de residència a Viena on se'l va nomenar conseller de la Cort Imperial dels Habsburg. Quan la reina Anna d'Anglaterra va morir el 1714, l'Elector Georg Ludwig va ser coronat rei (Jordi I de la Gran Bretanya), sota els termes de la Llei d'Establiment de 1701. Tot i que Leibniz havia fet molt per aconseguir l'èxit d'aquest esdeveniment, no va ser la seva hora de glòria. Tot i la intercessió de la princesa de Gal·les, Carolina d'Ansbach, Jordi I li va prohibir trobar-se amb ell a Londres, fins que almenys hagués completat un volum de la història de la família Brunsvic que el seu pare havia encarregat gairebé trenta anys abans. D'altra banda, incloure Leibniz en la seva cort hauria posat en una situació delicada Jordi I envers Newton, que era vist com el guanyador del conflicte de "prioritat del càlcul", i gaudia de gran prestigi en els cercles oficials anglesos. Per acabar, la seva gran amiga i protectora l'Electora Sofia, va morir el 1714.
Leibniz va morir a Hannover el 1716; per aquestes dates havia perdut els favors tant de Jordi I (qui, en aquells moments, es trobava a prop de Hannover) com de qualsevol altre cortesà. Això va comportar que ningú assistís al seu funeral tret del seu secretari personal. Malgrat que Leibniz va ser en vida un membre de la Royal Society i de l'Acadèmia de les Ciències de Berlín, cap de les dues organitzacions va saber donar-li els honors que es mereixia. La seva tomba va restar sense nom durant més de cinquanta anys. Bernard de Fontenelle va fer un elogi de Leibniz davant de l'Acadèmia Francesa de les Ciències, que l'havia admès com a membre estranger el 1700. L'elogi va ser fet a instàncies de la duquessa d'Orleans, una neboda de l'Electora Sofia.
Leibniz mai no es va casar. A vegades es queixava de problemes monetaris, però la suma de diners que va deixar al seu únic hereu, el fillastre de la seva germana, demostrava que els Brunsvic li havien pagat amb escreix. En la seva tasca diplomàtica, ocasionalment, va aproximar-se a pràctiques poc escrupoloses, tal com era habitual en els diplomàtics del seu temps. En diverses ocasions, Leibniz va alterar manuscrits personals i va datar-los amb anterioritat a la realitat. Aquestes pràctiques van ser mals referents durant la controvèrsia del càlcul. D'altra banda, era encantador, educat, amb humor i imaginació, i tenia molts amics i admiradors per tot Europa.

## Filòsof
El pensament filosòfic de Leibniz el tenim fragmentat, ja que els seus escrits en aquest àmbit consisteixen en multitud d'escrits curts: articles de diari, manuscrits publicats amb bastant posterioritat a la seva mort, i moltes cartes a moltes persones amb qui mantenia correspondència. Només va escriure dos tractats de filosofia, i el que va publicar en vida, Teodicea el 1710, és tant teològic com filosòfic.
Es considera que l'inici de Leibniz com a filòsof és el seu Discurs sobre Metafísica, que va escriure el 1686, arran d'una disputa entre Malebranche i Antoine Arnauld. Això va provocar una correspondència extensiva i valuosa amb Arnauld;. El Discurs no es va publicar fins a finals del segle xix. El 1695, Leibniz va ser conegut a escala europea amb un article a un diari. L'article es titulava "Nou sistema de la Natura i de la comunicació de les Substàncies ". Entre 1695 i 1705, va escriure el seu Nous Assajos sobre la Comprensió Humana, un llarg comentari a Un Assaig sobre la Comprensió humana de John Locke 1690, però quan es va assabentar de la mort de Locke el 1704, va perdre el desig de publicar-ho, per tant, els Nous Assajos no es van publicar fins al 1765. La Monadologia, escrita el 1714 i publicada després de la seva mort, consisteix en 90 aforismes.
Leibniz va conèixer Baruch Spinoza el 1676, va llegir alguns dels seus escrits no publicats, i des de llavors se sospitava que s'havia apropiat d'algunes de les idees de Spinoza. Malgrat que Leibniz admirava la capacitat intel·lectual de Spinoza, va quedar força afectat de les seves conclusions. especialment quan aquestes eren inconsistents amb l'ortodòxia cristiana.
A diferència de Descartes i Spinoza, Leibniz havia tingut una educació universitària completa en filosofia. El seu rerefons escolàstic i aristotèlic, que va perdurar tota la seva vida, mostraven la gran influència que va exercir en ell un dels seus professors de Leipzig, Jakob Thomasius, que havia tutoritzat la seva tesi en filosofia. Leibniz també llegia a Francisco Suárez, un jesuïta espanyol respectat fins i tot a les universitats luteranes. Leibniz estava molt interessat en els nous mètodes i conclusions de Descartes, Huygens, Newton, i Boyle, però examinava la seva obra amb una mirada tenyida d'escolasticisme. No obstant axó, els mètodes i preocupacions de Leibniz ja anticipaven en molts aspectes la lògica, la filosofia analítica i la filosofia lingüística del segle xx.

### Els fonaments
Leibniz va utilitzar set principis filosòfics fonamentals:
- Identitat/contradicció. Si una proposició és certa, llavors la seva negació és falsa i viceversa.
- Identitat dels indiscernibles. Dues coses són iguals si i només si comparteixen les mateixes, i solament les mateixes, propietats. S'utilitza sovint en lògica moderna i filosofia. Sovint s'anomena a la "identitat dels indiscernibles" com a Llei de Leibniz. Ha atret molta controvèrsia i crítica, especialment respecte a la filosofia corpuscular i la mecànica quàntica.
- Raó suficient. "Res no succeeix si no té una raó, o almenys una explicació determinant, és a dir que pugui servir per donar raó a priori de per què això existeix en comptes de no existir, i per què és de determinada manera en lloc d'una altra qualsevol"[15]
- Harmonia preestablerta. Cada substància solament s'afecta a ella mateixa, això no obstant, totes les substàncies (cossos i ments) del món semblen interaccionar causalment entre elles perquè han estat programades prèviament per Déu per harmonitzar-se. Leibniz anomena Monades a aquestes substàncies.
- Continuïtat. Natura non saltum facit (La natura no fa salts). Una analogia matemàtica d'aquest principi enuncia: si una funció descriu una transformació d'alguna cosa que té continuïtat, llavors tant el seu domini com el seu recorregut són tots dos conjunts densos.
- Optimisme. "Amb tota seguretat, Déu sempre tria el millor."[16]
- Plenitud. "Leibniz creia que el millor de tots els mons possibles actualitzava cada possibilitat autèntica i argumentava a la Teodicea que l'òptim de tots els possibles mons contindria totes les possibilitats, i que la nostra experiència finita d'eternitat no pot tenir arguments per a contradir la perfecció de la natura."

En alguna ocasió Leibniz va donar alguna xerrada per algun principi específic, però la majoria de les vegades els donava per evidents.

### Les mònades
La contribució més coneguda de Leibniz a la metafísica és la seva teoria de les mònades, tal com s'exposa a Monadologia. Les mònades són en el camp de la metafísica el que els àtoms són en el món dels fenòmens físics. Les mònades són els últims elements de l'Univers. Les monades són "formes substancials de ser" amb les següents propietats: són eternes, indescomponibles, individuals, subjectes a les seves pròpies lleis, no interaccionen i cadascuna reflecteix l'Univers sencer en una harmonia preestablerta (exemple històric molt important de panpsiquisme). Les Monades són centres de força; la substància és força, mentre que l'espai, la matèria, i el moviment són simplement fenòmens.
L'essència ontològica d'una mònada és la seva simplicitat irreductible. A diferència dels àtoms, les mònades no tenen caràcter material o espacial. També difereixen dels àtoms per la seva independència mútua completa, de manera que les interaccions entre les mònades són només aparents. En canvi, en virtut del principi de l'harmonia preestablerta, cada mònada segueix una sèrie preprogramada "d'instruccions" que li és propi, de manera que una mònada "sap" què fer en cada moment. (Aquestes "instruccions" poden ser vistes com a anàlegs de les lleis científiques que regeixen les partícules subatòmiques.) En virtut d'aquestes instruccions intrínseques, cada mònada és com un petit mirall de l'Univers. Les mònades no han de ser per força "petites", per exemple, cada ésser humà és una mònada, en aquest cas el lliure albir és problemàtic. Déu, també és una mònada, i l'existència de Déu es pot inferir de l'harmonia que preval entre totes les altres mònades, Déu vol l'harmonia preestablerta.
Les mònades presumptament han aconseguit deslliurar-se de la següent problemàtica:
- La interacció entre la ment i la matèria que sorgeix en el sistema de Descartes.
- La manca d'individuació inherent al sistema de Spinoza, que representa les criatures individuals com merament accidentals.

### Teodicea i optimisme
La Teodicea tracta de justificar les imperfeccions aparents al món, en afirmar que es tracta del millor de tots els mons possibles. Ha de ser el món millor i el més equilibrat, ja que va ser creat per un Déu perfecte, que no hagués creat un món imperfecte si hagués conegut que un altre de millor tenia possibilitat d'existir. Els defectes d'aquest món no poden ser evitats en altres mons possibles, ja que si fos així Déu, ho hagués escollit.
Leibniz afirma que no pot haver-hi conflicte entre la fe i la raó, ja que totes dos són dons de Déu i, per tant, no es poden contradir. La Teodicea és la tasca de reconciliació entre el sistema filosòfic de Leibniz, i els principis del cristianisme. Aquest projecte es va alimentar de la creença de Leibniz, compartida per altres filòsofs i teòlegs conservadors del Segle de les Llums, en el caràcter racional i il·luminat de la religió cristiana. També estava recolzat per la idea que és possible millorar l'humà, si la humanitat confiava en la filosofia i la religió com a guies.
Considerant que la fe i la raó no poden tenir conflicte, sosté que, si una afirmació de fe fos contrària a la raó, hauria de ser rebutjada. A continuació Leibniz s'enfronta amb el retret central que es fa al teisme cristià: Si Déu és omnipotent, omniscient i benvolent, com pot existir el mal en el món? La resposta de Leibniz és que els homes, en tant que creació, no poden ser perfectes, ja que són finits i que tenen una saviesa i voluntat limitades. Deu permet el mal moral (pecat) i el mal físic (dolor) com un mitjà per ajudar homes a identificar i corregir les seves decisions errònies, i com un contrast del bé.
L'afirmació bonista que «vivim en el millor dels mons possibles», va atreure burles, entre d'altres per part de Voltaire, que en va fer una sàtira en la novel·la còmica Càndid o l'optimisme. El personatge del doctor Pangloss (una paròdia de Leibniz i Maupertuis) hi repeteix la frase com un mantra. D'aquí ve l'adjectiu panglossià, que descriu una persona que creu que el món que ens envolta és el millor possible.
El matemàtic Paul du Bois-Reymond, en els seus "Pensaments de Leibniz en la ciència moderna",2023 va escriure que Leibniz considerava que Déu seguia una lògica matemàtica:
 Com és ben sabut, la teoria dels màxims i mínims de les funcions està en deute amb Leibniz, pel seu mètode de les tangents. Ell considera a Déu en la creació del món com un matemàtic que resol un problema de mínims, o més aviat, en la nostra fraseologia moderna, un problema de càlcul de variacions. La qüestió és determinar entre un nombre infinit de mons possibles, aquell pel que la suma de mal necessari sigui un mínim. 

### Pensament simbòlic
Leibniz creia que la majoria dels raonaments humans es poden reduir a una mena de càlcul, i que aquests càlculs podrien resoldre moltes diferències d'opinió:
 L'única manera de rectificar els nostres raonaments és que siguin tan tangibles com els dels matemàtics, de manera que puguem trobar el nostre error d'un cop d'ull, i quan hi ha conflictes entre les persones, podem simplement dir: Anem a calcular, sense més preàmbuls, a veure qui té raó. 
El "racionalitzador de càlcul" de Leibniz, que s'assembla a la lògica simbòlica, pot ser vist com una manera de fer possible aquests càlculs. Leibniz va escriure memoràndums, que ara semblen intents a les palpentes d'iniciar la lògica simbòlica i, per tant, el seu calculus. No obstant cal tenir present que Gerhard i Couturat no van publicar aquests escrits fins que la lògica formal moderna va sorgir en el Begriffsschift de Frege i en els escrits de Charles Peirce, per tant molt després dels inicis de Boole i De Morgan.
Leibniz pensava que els símbols eren importants per a la comprensió humana. Donava tanta importància a la invenció de símbols correctes que atribueix tots els seus descobriments en les matemàtiques a aquest fet. Les notacions del càlcul infinitesimal són un exemple de la seva habilitat en aquest sentit. Charles Sanders Peirce, pioner en semiòtica, compartia la passió de Leibniz per a la notació dels símbols i la seva creença que aquests són essencials per a una lògica que funcionés bé i per les matemàtiques.
Però Leibniz va portar les seves especulacions molt més enllà. Defineix un caràcter com qualsevol signe escrit, i un caràcter "veritable" com un que representa una idea directament i no simplement la paraula que conté la idea. Alguns caràcters reals, com ara la notació de la lògica, només serveixen per a facilitar el raonament. Molts caràcters coneguts en el seu dia, inclosos els jeroglífics egipcis, els caràcters xinesos, i els símbols d'astronomia i química, considera que no són reals. En el seu lloc, va proposar la creació d'una characteristica universalis o "característica universal", construït sobre un alfabet de pensament humà en el qual cada concepte fonamental seria representat per un únic caràcter "real": 
 És obvi que si poguéssim trobar caràcters o signes adequats per expressar els nostres pensaments amb tanta claredat i exactitud com l'aritmètica expressa els nombres o la geometria les línies, que podríem fer en tots els temes en la mesura en què estiguin subjectes a un raonament tot el que podem fer a la geometria i l'aritmètica. Així doncs, totes les investigacions que depenen de raonament es podrien fer mitjançant la manipulació d'aquests caràcters com si es tractés d'un procés de càlcul. 
Els pensaments complexos estarien representats per la combinació de caràcters de pensaments simples. Leibniz va veure que la singularitat de la factorització dels enters suggereix un paper central dels nombres primers en els caràcters universals, una anticipació notable del nombre de Gödel. Per descomptat que no hi ha una forma intuïtiva o mnemotècnica per qualsevol sèrie de conceptes elementals utilitzant els nombres primers. No obstant això, la idea del raonament a través d'un sistema de símbols universals, anticipa de forma dramàtica importants desenvolupaments del segle xx en els sistemes formals, com ara el Turing complet.
Com que Leibniz era un principiant en matemàtiques la primera vegada que va escriure sobre el caràcter, al principi no ho va fer com una Àlgebra, sinó més aviat com un llenguatge universal o script. Només el 1676 va concebre una espècie "d'àlgebra del pensament", modelada en l'àlgebra convencional. El sistema resultant inclou un càlcul lògic, certa combinatòria, àlgebra, el seu analysis situs (geometria de la situació), un llenguatge conceptual universal, i altres.

### Lògica formal
Leibniz és el logicista més important entre Aristòtil i el 1847, quan George Boole i Augustus De Morgan van publicar cada un dels llibres que van començar la lògica formal moderna. Leibniz va enunciar les principals propietats del que avui anomenem conjunció, disjunció, negació, Identitat, subconjunt i conjunt buit. Els principis de la lògica de Leibniz i, possiblement, de tota la seva filosofia, es redueixen a dos:
1. Totes les nostres idees estan compostes d'un nombre molt petit d'idees simples, que formen l'alfabet del pensament humà.
2. Les idees complexes procedeixen d'aquestes idees simples per una combinació simètrica i uniforme, similar a la multiplicació aritmètica.

Pel que fa al primer punt, el nombre d'idees simples és molt més gran del que suposava Leibniz. Respecte al segon, la lògica es pot basar en una operació combinatòria, però aquesta operació és anàloga a la suma o la multiplicació. La lògica formal que va sorgir a principis del segle xx també requereix, com a mínim, la negació unaria i variables quantificades en un domini de discurs.
Leibniz no va publicar res sobre lògica formal en el transcurs de la seva vida, la major part del que va escriure sobre el tema es compon d'esborranys de treball. En el seu llibre A History of Western Filisophy (Una Història de la Filosofia Occidental), Bertrand Russell va afirmar que Leibniz, en els seus escrits no publicats, havia desenvolupat la lògica al mateix nivell que es va assolir 200 anys més tard.

## Matemàtic
Malgrat que la noció matemàtica de funció es trobava implícita en l'ús de taules logarítmiques i trigonomètriques, Leibniz va ser el primer el 1692 i 1694 que va emprar-la explícitament per denotar diversos conceptes matemàtics derivats d'una corba com per exemple abscissa, ordenada, tangent, corda, i la perpendicular. En el segle xviii, el terme "funció" va perdre aquestes associacions geomètriques.
Leibniz va ser el primer a veure que els coeficients d'un sistema d'equacions lineals podien ser col·locats en un sistema de files i columnes, que ara s'anomena matriu, de manera que poden ser manipulats per trobar la solució del sistema, si existeix solució. Aquest procediment més tard es va anomenar mètode de reducció de Gauss. Els descobriments de Leibniz sobre àlgebra booleana i sobre lògica simbòlica, que també són rellevants per les matemàtiques, han estat exposats en la secció anterior. Es pot trobar un tractament detallat dels treballs de Leibniz en el camp del càlcul a Bos (1974).

### Càlcul
Leibniz va tenir com a guia el matemàtic i físic Christiaan Huygens (1629 - 1695). Va fer dos viatges a Londres on va tenir accés al manuscrit de Newton De Analysi.
Leibniz se centrà especialment en l'estudi sobre successions numèriques i, com a exemple, les successions de diferències consecutives associades. Donada una successió de nombres
{\displaystyle a_{1},a_{2},...,a_{n-1},a_{n}}
Podem formar la successió de les seves diferències primeres:
{\displaystyle b_{1}=a_{1},b_{2}=a_{2}-a_{1},b_{3}=a_{3}-a_{2},...,b_{n}=a_{n}-a_{a_{n}-1},...}
Leibniz s'adonà de la relació:
{\displaystyle b_{1}+b_{2}+b_{3}+...+b_{n}=a_{n}}
Això indica que les successions de diferències poden sumar-se fàcilment i que en el procés de formar-la i després sumar-la es recupera la successió inicial, id est, que es tracten d'operacions inverses l'una a l'altra. Aquesta senzilla idea, quan es trasllada al camp de la geometria, condueix al concepte central del càlcul leibnizià, el concepte de diferencial, el qual va tenir per ell diferents significats segons l'època.
Leibniz considerava una corba com un polígon d'infinits costats de longitud infinitesimal. Amb tal corba, s'associa una successió d'abscisses {\displaystyle x_{1},x_{2},x_{3},x_{4},\ldots } i una successió d'ordenades {\displaystyle y_{1},y_{2},y_{3},y_{4},\ldots } on els punts {\displaystyle (x_{i},y_{i})} estan tots ells a la corba i componen els vèrtexs de la poligonal d'infinits costats. La diferència entre dos valors successius de {\displaystyle x} és anomenada diferencial de {\displaystyle x} i es representa per {\displaystyle dx}, per significat anàleg, té {\displaystyle dy}. El diferencial {\displaystyle dx} és una quantitat fixa, no nul·la, infinitament petita en comparació amb {\displaystyle x}, de fet, és una quantitat infinitesimal. Els costats del polígon són representats per {\displaystyle ds}. Resulta així el triangle característic de Leibniz, que és el mateix que ja fou considerat per Barrow.
Curiosament, els termes abscissa, ordenada i coordenades, tan propis de la geometria analítica, no foren utilitzats mai per Descartes, sinó que són deguts a Leibniz; i mentre nosaltres parlem de diferencials, ell parlà sempre de diferències.
El triangle característic té costats infinitesimals {\displaystyle dx,dy,ds} i verifica la relació {\displaystyle ds^{2}=dx^{2}+dy^{2}}. El costat ds sobre la corba es fa coincidir amb la tangent de diferencials als que anomenà quocient diferencial. Leibniz mai considerà la derivada com un límit.
Investigà durant un temps fins a trobar les regles correctes per diferenciar productes i quocients (anomenada llei de Leibniz). Tals regles s'expressen fàcilment en la seva notació diferencial com:
{\displaystyle d(xy)=ydx+xdy}
{\displaystyle d({\frac {x}{y}})={\frac {ydx-xdy}{y^{2}}}}
Considerem ara una corba amb una successió d'ordenades traçades a intervals de longitud unitat.
La suma de les ordenades és una aproximació de la quadratura de la corba i la diferència entre dues ordenades successives és aproximadament igual al pendent de la corresponent tangent. Com més petita s'esculli la unitat 1, millor seran les aproximacions. Leibniz raonava que si la unitat pogués ser presa com a infinitament petita aquestes aproximacions serien exactes, és a dir, la quadratura seria igual a la suma de les ordenades i el pendent de la tangent seria igual a la diferència de dues ordenades successives. Com les operacions de prendre diferències i sumar són inverses entre si, va deduir que el càlcul de quadratures i de tangents també eren inverses entre elles.
El 1675 investiga la possibilitat de formular simbòlicament els problemes de quadratures i introdueix els símbols que actualment utilitzem per a la integral i la diferencial. Tanmateix, la notació que usem per a la derivada s'atribueix a Lagrange, del segle xviii. La que usem per als límits d'integració fou introduïda per Jean Baptiste Joseph Fourier al primer terç del segle xix. Fins i tot el terme integral és més tardà, ja que Leibniz anomenà calculus diferentialis (càlculs de diferències) a la part del càlcul que s'ocupa de l'estudi de tangents i calculus summatorius (càlcul de sumes) a la que s'ocupa de problemes de quadratures. Per ell, la integral és una suma d'infinits rectangles infinitesimals. Fou en 1690 quan Johann Bernouilli suggerí anomenar calculus integrallis al càlcul de quadratures, d'on deriva l'actual terme d'integral. Cal destacar que no foren els camins del raonament lògic deductiu els seguits per Leibniz per descobrir el càlcul infinitesimal, sinó els de la intuïció, la conjectura, l'estudi de casos particulars i la generalització. Els mateixos camins que segueixen avui en dia els matemàtics actius en els seus treballs d'investigació. Tot i que treballà amb conceptes obscurs i imprecisos, fou capaç de desenvolupar algorismes de càlcul eficaços i de gran poder heurístic.
El 1711, John Keill, escrivint a la revista de la Royal Society i amb el presumpte beneplàcit de Newton, va acusar Leibniz d'haver plagiat el càlcul de Newton. Així va començar la controvèrsia sobre la "prioritat del càlcul", que va enfosquir la resta de la vida de Leibniz. La Royal Society va dur a terme una investigació formal (en la qual Newton va prendre part encobertament), per donar resposta a una demanda de retracció feta per Leibniz; i va mantenir les tesis de Keill. Els historiadors de les matemàtiques tendeixen a absoldre Leibniz de plagi, ja que troben importants diferències entre les versions del càlcul infinitesimal de Leibniz i Newton.

### Topologia
Leibniz va ser el primer a utilitzar el terme analysis situs, utilitzat posteriorment el segle xix per referir-se al que ara s'anomena topologia. La geometria fractal proposada per Benoît Mandelbrot es basa en les nocions de Leibniz d'autosimilaritat i en el principi de continuïtat «natura non facit saltus» (la natura no fa salts). Quan Leibniz va escriure, amb una certa vena metafísica, que "la línia recta és una corba que té totes les seves parts similars a la seva totalitat", estava posant de facto les bases de la topologia fa més de dos segles. Parlant "d'empaquetatge", Leibniz va proposar al seu amic Des Bosses que s'imaginés un cercle, llavors que hi inscrivís tres cercles congruents de radi màxim; els segons cercles menors es podien omplir amb tres cercles encara menors utilitzant el mateix procediment. Això es pot continuar infinitament, del qual es dedueix una bona idea de l'autosimilaritat. La millora de Leibniz de l'axioma d'Euclides conté el mateix concepte.

## Científic i enginyer
Els escrits de Leibniz s'estan debatent no només per les seves anticipacions i possibles descobriments que encara no li han estat reconeguts, sinó com vies d'avenç en el coneixement actual. Molts dels seus escrits de física estan inclosos en els Escrits Matemàtics editats per Gerhardt.

### Física
Leibniz va contribuir tant a l'estàtica com a la dinàmica que emergien a la seva època, moltes vegades en desacord amb Descartes i Newton. Va desenvolupar una nova teoria del moviment (dinàmica) basada en l'energia cinètica i l'energia potencial, que considerava l'espai com relatiu, mentre que Newton creia que era absolut. Un exemple important de la maduresa de pensament sobre la física de Leibniz és el seu Specimen Dynamicum de 1695.
Fins al descobriment de les partícules subatòmiques i de la mecànica quàntica que les governa, moltes de les especulacions de Leibniz sobre aspectes de la natura que no eren reduïbles a l'estàtica i la dinàmica no tenien gaire sentit. Per exemple, es va anticipar a Albert Einstein afirmant, en contra de Newton, que l'espai, el temps i el moviment són relatius i no absoluts. La regla d'integració de Leibniz és una eina molt utilitzada, sovint de manera inadvertida, en diversos camps de la física. El principi de raó suficient s'ha utilitzat en els últims avenços de cosmologia, i la seva identitat dels indiscernibles en la mecànica quàntica, un camp en el qual, d'alguna manera, també sembla que s'hagi anticipat a la seva era. Els partidaris de la filosofia digital, una branca recent de la cosmologia, reclamen a Leibniz com a precursor.

#### Elvis viva
El vis viva de Leibniz (força viva) és mv², el doble de la present energia cinètica. Leibniz es va adonar que en determinats sistemes mecànics l'energia total es conserva i, per tant, ho considerava una característica motriu innata de la matèria. Aquí també el seu pensament va donar peu a una altra lamentable disputa nacionalista. El seu vis viva es veia com un rival al principi de la conservació de la quantitat de moviment defensat per Newton a Anglaterra i per Descartes a França; per tant els acadèmics d'aquests països tendien a obviar aquesta idea. Però per altra banda els enginyers van trobar la idea de vis viva útil. Posteriorment s'ha vist que les dues aproximacions són complementàries.

### Altres ciències
Afirmant que la Terra tenia un nucli fos va fer una anticipació de la geologia moderna. En el camp de l'embriologia, Leibniz va ser un preformacionista, però també va proposar que els organismes són el resultat de la combinació d'un nombre infinit de microestructures i de les seves potencialitats. En ciències naturals i paleontologia, va mostrar una extraordinària intuïció transformista, potenciada pel seu estudi d'anatomia comparativa i fòssils. Un dels seus treballs més importants en aquest tema, Protogaea, que es va publicar després de la seva mort, s'ha publicat recentment en anglès per primera vegada. Va treballar sobre una incipient teoria organísmica. En medicina, Leibniz demanava amb insistència als metges de la seva època que fonamentessin les seves teories en observacions comparatives i detallades i en experiments verificats, i que distingissin clarament el punt de vista científic i metafísic.

### Ciències socials
En psicologia, Leibniz va anticipar la diferència entre els estats de consciència i inconsciència. En salut pública va proposar l'establiment d'una autoritat administrativa mèdica, amb responsabilitats sobre epidemiologia i veterinària. Va treballar per crear un programa de formació mèdica coherent, orientat cap a la salut pública i mesures preventives. En política econòmica, va proposar reformes dels impostos i un esquema de seguretat social nacional, i va discutir la balança comercial. Fins i tot va començar a tractar un tema que més tard va esdevenir la teoria de jocs. En sociologia va posar les bases de la teoria de la comunicació.

### Tecnologia
El 1906, Garland va publicar un volum d'escrits de Leibniz que tractava de les seves múltiples invencions i treballs d'enginyeria. Se sap que Leibniz va ser un gran inventor, enginyer i científic aplicat. Seguint el lema theoria cum praxis, exhortava al fet que la teoria fos combinada amb aplicacions pràctiques i, per tant, se li dona el títol de pare de les ciències aplicades. Va dissenyar hèlices per molins de vent, bombes d'aigua, màquines per extreure mineral, premses hidràuliques, làmpades, submarins, rellotges, etc. Amb Denis Papin, va inventar una màquina de vapor. Fins i tot va proposar un mètode per dessalinitzar aigua. Del 1680 al 1685, va lluitar per superar les inundacions periòdiques que afectaven les mines de plata del ducat a les muntanyes de Harz, però no se'n va sortir.

#### Tecnologia de la informació
Es pot considerar Leibniz un precursor de la ciència d'ordinadors i de la teoria de la informació. A la seva joventut va escriure sobre el sistema binari (base 2), que utilitzen actualment els ordinadors, i va continuar tractant aquest tema al llarg de la seva carrera. Es va avançar a la interpolació polinòmica de Lagrange i la teoria algorísmica de la informació. El seu raonador de càlcul va anticipar aspectes de la màquina de Turing. El 1934, Norbert Wiener va dir que havia trobat en els escrits de Leibniz una menció al concepte de realimentació, que era central en l'última teoria cibernètica de Wiener.
En 1671, Leibniz va començar a inventar una màquina basada en el qual posteriorment s'anomenaria la roda de Leibniz, que podia fer les quatre operacions aritmètiques bàsiques, i la va anar millorant gradualment al llarg dels anys. Aquesta "calculadora per passos" va atraure l'atenció de la societat científica i va ser la base per a la seva elecció com a membre de la Royal Society en 1673. Durant els anys que va passar a Hannover, un artesà sota la supervisió de Leibniz va construir unes quantes d'aquestes màquines. No va ser un èxit perquè no va mecanitzar completament l'operació de portar. Louis Couturat va trobar una nota de Leibniz no publicada, datada de 1674, descrivint una màquina capaç de fer algunes operacions algèbriques.
Leibniz es va aproximar als conceptes de maquinari i programari elaborats posteriorment per Charles Babbage i Ada Lovelace. En 1679, mentre reflexionava sobre la seva aritmètica binaria, Leibniz va imaginar una màquina en què es poguessin representar nombres binaris utilitzant boles i dirigit per una mena de targetes perforades rudimentàries. En els moderns ordinadors electrònics digitals se substitueixen les boles de Leibniz que es movien gràcies a la gravetat per registres a decalatge, gradients de voltatge i impulsos d'electrons, però, grosso modo, funciona tal com Leibniz proposava el 1679.

### Bibliotecari
Mentre va exercir com a bibliotecari de les biblioteques ducals a Hannover i Wolfenbuettel, Leibniz va esdevenir un dels fundadors de la biblioteconomia. La darrera d'aquestes biblioteques va ser enorme per a l'època, ja que contenia més de 100.000 volums, i Leibniz va ajudar a dissenyar un nou edifici que fou el primer edifici exempt expressament projectat per a ésser una biblioteca. També va dissenyar un sistema de classificació bibliogràfica diferent a d'altres, com el de la Biblioteca Bodleiana a la Universitat d'Oxford, que s'havia publicat. Va demanar a les editorials que fessin els resums de tots els títols nous que es produïssin cada any, en un formulari estàndard per a facilitar-ne la classificació. Esperava que aquest projecte pogués incloure en un futur tot el material imprès des d'aquella data fins a Gutenberg. Cap dels dos objectius va ser assolit a l'època, però un sistema similar al proposat per ell va esdevenir estàndard entre els editors de llengua anglesa durant el segle xx, sota l'ègida de la Biblioteca del Congrés dels Estats Units i la British Library.
Va proposar la creació d'una base de dades empírica com a mitjà per potenciar totes les ciències. La seva Characteristica universalis, el raonador de càlcul, i la "comunitat de ments", que tenia l'objectiu, entre d'altres, d'aconseguir la unitat religiosa i política d'Europa- poden ser vistos com una distant anticipació involuntària de les llengües artificials (per exemple, l'Esperanto i els seus rivals), la lògica simbòlica, i fins i tot la World Wide Web.

### Promotor de les societats científiques
Leibniz va fer èmfasi en el fet que la recerca era un esforç de col·laboració. En conseqüència va defensar entusiastament la creació de societats científiques nacionals similars a les existents a l'època, la britànica Royal Society i l'Acadèmia Francesa de les Ciències. De forma més concreta, en la seva correspondència va instar a la creació d'aquestes societats a Dresden, Sant Petersburg, Viena, i Berlín. Només un d'aquests projectes va arribar a bon terme. El 1700 es va crear l'Acadèmia de les Ciències de Berlin. Leibniz va elaborar els seus primers estatuts, i va ser el seu primer president per a la resta de la seva vida. L'Acadèmia va esdevenir l'Acadèmia Alemanya de les Ciències, que actualment porta a terme l'edició crítica de totes les obres de Leibniz.

## Jurista, moralista
Cap filòsof ha tingut tanta experiència pràctica dels assumptes d'Estat com Leibniz, excepte possiblement Marc Aureli. Els escrits de Leibniz sobre el dret, l'ètica, i la política, durant molt temps no han merescut l'atenció dels estudiosos de parla anglesa, però això ha canviat darrerament.
Encara que Leibniz no defensava la monarquia absoluta com Hobbes, o la tirania en qualsevol forma, tampoc no es va fer ressò de les opinions polítiques constitucionals del seu contemporani John Locke, opinions invocades en suport de la democràcia al segle xviii a Amèrica i més tard en altres llocs. El següent extracte d'una carta de 1695 al fill del Baró JC Boineburg, Felip, és molt reveladora dels sentiments polítics de Leibniz:
| « | ... Pel que fa a la gran qüestió del poder dels sobirans i de l'obediència que els seus súbdits els devem, en general crec que seria bo per als prínceps tenir el convenciment que els seus súbdits tenen el dret a resistir-los, i els súbdits, per contra, estar convençuts que han d'obeir passivament. Soc, però, força de l'opinió de Grotius, que diu que un ha d'obeir, com a regla general, ja que el mal de la revolució és més gran, sense comparació, que els mals que la originen. No obstant això, reconec que un príncep pot arribar a tals excessos, i posar el benestar de l'estat en tal perill, que l'obligació de suportar-ho desaparegui. No obstant això és rar, i el teòleg que autoritza la violència sota aquest pretext ha de tenir cura contra l'excés, atès que l'excés es infinitament més perillós que la deficiència. | » |

En 1677, Leibniz va demanar una confederació europea, regida per un consell o senat, els membres del qual representessin nacions senceres i fossin lliures de votar segons la seva consciència; en fer-ho, es va anticipar a la Unió Europea. Ell creia que Europa podria adoptar una religió uniforme. Va reiterar aquestes propostes el 1715.

### Ecumenisme
Leibniz va dedicar un esforç intel·lectual i diplomàtic considerable per al que ara es coneix com a ecumenisme, tractant de conciliar primer les esglésies Catòlica i Luterana, i després la Luterana amb les Esglésies Reformades. En aquest sentit, va seguir l'exemple dels seus primers patrocinadors, el Baró von Boineburg i el duc Joan Frederic, tots dos criats en el Luteranisme i convertits al Catolicisme d'adults, que feien el qual podien per fomentar la unió de les dues religions, i que acollien molt favorablement els esforços que altres feien en aquest sentit. (La Casa de Brunsvic va continuar sent luterana perquè els fills del duc es van mantenir luterans i no van seguir al seu pare.) Aquests esforços van incloure la correspondència amb el bisbe francès Jacques-Bénigne Bossuet, i varen involucrar a Leibniz en controvèrsies teològiques. Era evident que ell creia que l'aplicació cabal de la raó era suficient per tancar la bretxa causada per la Reforma Protestant.

## Filòleg
El filòleg Leibniz era un àvid estudiós dels idiomes, que marcava amb entusiasme qualsevol informació sobre paraules i gramàtica que li arribés. Va rebutjar la creença, àmpliament sostinguda per erudits Cristians del seu temps, que l'hebreu fos el llenguatge primigeni de la raça humana. També va refutar l'argument, suggerit pels investigadors suecs contemporanis seus, que alguna mena de protosuec havia estat l'avantpassat de les llengües germàniques. Va estar perplex sobre l'origen de les llengües eslaves, era conscient de l'existència del sànscrit, i estava fascinat pel xinès clàssic.
Va publicar l'editio prínceps (primera edició moderna) de la Chronicon Holtzatiae, una crònica llatina del Comtat de Holstein de la Baixa Edat Mitjana.

## Sinòfil
Leibniz va ser potser el primer intel·lectual europeu de primera fila que es va interessar per la civilització xinesa, que coneixia per la lectura de treballs de missioners europeus amb alguns dels quals va mantenir correspondència. Va arribar a la conclusió que els europeus podien aprendre molt de la tradició ètica de Confuci. Va considerar la possibilitat que els caràcters xinesos eren una forma casual de la seva característica universal. Va observar que els hexagrames del Yijing corresponen als nombres binaris de 0 a 111111, i va arribar a la conclusió que aquests diagrames evidenciaven el domini dels xinesos en el tipus de matemàtiques filosòfiques que ell admirava

## Personatge polifacètic
El seu polifacetisme queda il·lustrat per la següent relació d'activitats simultànies. Mentre feia la seva gran gira dels arxius europeus a la recerca de la història de la família Brunsvic que mai no va completar, Leibniz es va aturar a Viena entre maig 1688 i de febrer 1689, on va fer molt treball jurídic i diplomàtic per als Brunsvic. Va visitar mines, i va parlar amb els enginyers, tractant de negociar els contractes d'exportació de plom de les mines ducals de les muntanyes del Harz. La seva proposta que els carrers de Viena s'il·luminessin amb llums d'oli de colza es va posar en pràctica. Durant una audiència formal amb l'Emperador Austríac i en les notes posteriors, va advocar per la reorganització de l'economia austríaca, la reforma de la moneda de molts països de l'Europa central, la negociació d'un Concordat entre els Habsburg i el Vaticà, i la creació d'una biblioteca de recerca imperial, un arxiu oficial, i fons d'assegurança pública. També va escriure i publicar un important document de mecànica.
Leibniz també va escriure un article curt, publicat per primera vegada per Louis Couturat el 1903, que resumeix la seva opinió sobre metafísica. El document no té data; que el va escriure mentre era a Viena es va determinar només el 1999, quan l'edició crítica en curs va publicar els escrits filosòfics de Leibniz pel període 1677-90. La lectura d'aquest article per Couturat va ser el punt de partida del pensament del segle xx sobre Leibniz, especialment entre els filòsofs analítics. No obstant després d'un estudi minuciós de tots els escrits filosòfics de Leibniz fins al 1688-un estudi fet possible gràcies als afegits de 1999 a l'edició crítica -Mercer (2001) va proposar que estava en desacord amb la lectura feta per Couturat, el veredicte final està encara pendent.

## Fama pòstuma

### Com a matemàtic i filòsof
Quan Leibniz va morir, la seva reputació estava en decadència. Era recordat per un sol llibre, la Teodicea, l'argument central del qual havia estat satiritzat per Voltaire a la seva obra Càndid o l'optimisme. La pintura que Voltaire va fer de les idees de Leibniz va ser tan influent que molts creien que era una descripció exacta. Així, Voltaire i el seu Càndid van tenir part de la culpa de la falta de comprensió i valoració per les idees de Leibniz. Leibniz va tenir un deixeble entusiasta, Christian Wolff, d'actitud dogmàtica i superficial, que va fer molt de mal a la seva reputació. També va influir en David Hume que va llegir la Teodicea i va utilitzar algunes de les seves idees. En qualsevol cas, la moda filosòfica s'allunyava del racionalisme i el sistema d'elaboració del segle xvii, del que Leibniz havia estat un ardent exponent. El seu treball sobre jurisprudència, diplomàcia, història va ser vist com d'interès efímer. L'amplitud i la riquesa de la seva correspondència no va ser reconeguda
Gran part d'Europa dubtava que Leibniz hagués descobert el càlcul independentment de Newton, i com a conseqüència tota la seva obra de física i matemàtiques no va ser tinguda en compte. Voltaire, un admirador de Newton, va escriure Càndid, almenys en part, per desacreditar la reivindicació de Leibniz d'haver descobert el càlcul i la seva afirmació que la teoria de Newton de la gravitació universal era incorrecta. L'aparició de la teoria de la relativitat i el treball posterior d'investigació matemàtica ha posat la figura de Leibniz sota una llum més favorable.
El llarg camí de Leibniz fins a la seva glòria present es va iniciar el 1765 amb la publicació en francès dels Nous Assaigs, que Kant va llegir atentament. En 1768, Dutens va editar la primera edició de múltiples volums d'escrits de Leibniz, seguit en el segle xix per un nombre d'edicions, incloses les d'Erdmann, Foucher de Careil, Gerhardt, Gerland, Klopp, i Mollat. També va començar la publicació de la correspondència de Leibniz amb notables com Antoine Arnauld, Samuel Clarke, Sofia de Hannover, i la seva filla Sofia Carlota de Hannover.
El 1900, Bertrand Russell va publicar un estudi crític de la metafísica de Leibniz. Poc després, Louis Couturat va publicar un important estudi sobre Leibniz, i va editar un volum dels seus escrits no publicats fins aleshores, sobretot en lògica. Axó va fer que Leibniz fos força respectat entre els filòsofs anlitics i lingüístics del món de parla anglesa del segle xx. Leibniz ja havia estat de gran influència per a molts alemanys, com Bernhard Riemann. Així per exemple, la frase de Leibniz salva veritate, per significar intercanviabilitat sense pèrdua de significat i sense comprometre la veritat, es repeteix en els escrits de Willard Quine. No obstant això, l'estudi sobre Leibniz en la literatura anglesa secundària realment no va aparèixer fins després de la Segona Guerra Mundial. En la bibliografia de Gregory Brown menys de 30 de les entrades de l'idioma anglès es van publicar abans de 1946. Els estudis americans es varen basar molt en Leroy Loemker (1904-85) a través de les seves traduccions i els seus assajos d'interpretació en LeClerc (1973).
Nicholas Jolley ha conjecturat que la reputació de Leibniz com a filòsof és potser ara més alta que en qualsevol altre moment des que era viu. La filosofia analítica i contemporània continuen utilitzant les seves nocions d'identitat, individuació, i mons possibles, mentre que el menyspreu doctrinari cap a la metafísica, característic de la filosofia analítica i lingüística, s'ha esvaït. Els treballs sobre la història de les idees del segle xvii i del segle xviii ha posat de manifest més clarament que la "Revolució Intel·lectual" del segle xvii va precedir la més coneguda Revolució Industrial i comercial dels segles xviii i xix. La creença dels segles xvii i XVIII que la ciència natural, especialment la física, es diferencia de la filosofia en grau, i no en essència, ja no es descarta. Que la ciència moderna inclou un element "escolàstic", i un element "empíric radical" és més acceptat ara que a principis del segle xx. El pensament de Leibniz es veu ara com una prolongació important de la formidable tasca iniciada per Plató i Aristòtil: l'Univers i el lloc de l'home en ell són oberts a la raó humana.
El 1985, el govern alemany va crear el Premi Leibniz, que ofereix un premi anual d'1,55 milions d'euros per resultats experimentals i 770.000 per a teòrics. És el premi més quantiós del món per realitzacions científiques.

### Galetes Leibniz
Leibniz-Keks, una popular marca de galetes a Alemanya, porta el nom de Gottfried Leibniz. Aquestes galetes es refereixen a Leibniz perquè ell era un resident de Hannover, on té la seu l'empresa.

## Escrits i edició
Leibniz va escriure principalment en tres idiomes: llatí, francès i alemany. Durant la seva vida va publicar moltes notes i articles acadèmics, però només dos llibres filosòfics, L'Art Combinatori i la Teodicea. (Va publicar nombrosos articles, sovint anònims, en nom de la Casa de Brunsvic-Lüneburg, especialment el De jure suprematum una consideració sobre la naturalesa de la sobirania). Un llibre important va aparèixer pòstumament, Nouveaux essais sur l'entendement humain (Nou assaig sobre la intel·ligència humana), la publicació del qual Leibniz havia anul·lat a causa de la mort de John Locke. Només el 1895, quan Bodemann va acabar la seva catalogació de manuscrits i de correspondència de Leibniz, es va mostrar l'enorme extensió del Nachlass (llegat) de Leibniz: prop de 15.000 cartes a més de 1.000 destinataris, a més de 40.000 altres articles. D'altra banda, força d'aquestes cartes són de longitud d'assaig. Gran part de la seva vasta correspondència, en particular les cartes de data posterior a 1685, roman inèdita, i gran part del que s'ha publicat ho ha estat tan sols en les últimes dècades. La quantitat, la varietat i el desordre dels escrits de Leibniz són el resultat previsible d'una situació que ell descriu en una carta de la següent manera:
No puc explicar-te quan extraordinàriament despistat i trasbalsat estic. Intento trobar diverses coses en els arxius; miro vells papers i busco documents no publicats. D'aquests espero donar una mica de llum sobre la història de la Casa de Brunswick. Rebo i responc a una enorme quantitat de cartes. Al mateix temps, tinc tants resultats matemàtics, pensaments filosòfics i altres innovacions literàries que no s'ha de permetre que desapareguin que sovint no sé per on començar. 
Les parts existents de l'edició crítica dels escrits de Leibniz, s'organitzen de la següent manera:
- Sèrie 1. Correspondència política, històrica, i general. 21 vols., 1666-1701.
- Sèrie 2. Correspondència filosòfica. 1 vol., 1663-85.
- Sèrie 3. Correspondència matemàtica, científica i tècnica., 6 vols., 1672-96.
- Sèrie 4. Escrits polítics., 6 vols., 1667-98.
- Sèrie 5. Escrits de lingüística i història. Inactiu.
- Sèrie 6. Escrits filosòfics. 7 vols., 1663-90, i Nouveaux essais sur l'entendement humain .
- Sèrie 7. Escrits matemàtics., 3 vols., 1672-76.
- Sèrie 8. Escrits científics, mèdics i tècnics. En preparació.

La catalogació sistemàtica de tots els volums de la Nachlass de Leibniz va començar el 1901. Es va veure obstaculitzada per dues guerres mundials, la dictadura Nazi (amb genocidi jueu, que va afectar un empleat jueu d'aquest projecte, i d'altres conseqüències personals), i dècades de divisió alemanya (amb dos estats, i la "cortina de ferro" de la guerra freda, separant als estudiosos, i també les parts disperses de la seva obra literària). L'ambiciós projecte ha hagut de tractar set idiomes que figuren en unes 200.000 pàgines de paper manuscrit i imprès. El 1985 es va reorganitzar i va ser inclòs en un programa conjunt entre acadèmies federals d'Alemanya i acadèmies estatals (Länder). Des d'aleshores, les branques a Potsdam, Münster, Hannover i Berlín, han publicat conjuntament 25 volums de l'edició crítica, amb una mitjana de 870 pàgines i han elaborat un índex i concordança entre les obres.

## Obres seleccionades
La data indicada és l'any en què es va acabar l'obra, no el de la seva eventual publicació.
- 1666. De Arte Combinatoria (Sobre l'Art de la Combinatòria); parcialment traduït a Loemker §1 i Parkinson (1966).[51]
- 1671. Hypothesis Physica Nova (Nova hipòtesi física); Loemker §8. I (partial).
- 1673 Confessio philosophi (El credo d'un filòsof); es pot trobar una traducció a l'anglès.
- 1684. Nova methodus pro maximis et minimis (Nou mètode per màxims i mínims ); traduït per Struik, D. J., 1969. A Source Book in Mathematics, 1200–1800. Harvard University Press: 271–81.
- 1686. Discours de métaphysique; Martin and Brown (1988), Ariew and Garber 35, Loemker §35, Wiener III.3, Woolhouse and Francks 1. Es pot trobar una traducció de Jonathan Bennett a online translation
- 1703. Explication de l'Arithmétique Binaire (Explicació de l'aritmètica binaria); Gerhardt, Mathematical Writings VII.223. Es pot trobar una traducció de Lloyd Strickland a online translation ].
- 1710. Teodicea; Farrer, A.M., and Huggard, E.M., trans., 1985 (1952). Wiener III.11 (part). Es pot trobar una traducció a Project Gutenberg en la pàgina online translation.
- 1710. Compendi de la controvèrsia de la Teodicea Arxivat 2009-12-22 a Wayback Machine. Traducció catalana de G. Mayos Arxivat 2009-12-12 a Wayback Machine. (UB).
- 1714. Monadologia; traduït per Nicholas Rescher, 1991. The Monadology: An Edition for Students. University of Pittsburg Press. Ariew and Garber 213, Loemker §67, Wiener III.13, Woolhouse and Francks 19. Traduccions en línia: Jonathan Bennett's translation; Latta's translation; edició Francesa, Llatina y Espanyola, amb facsimile del manuscrit de Leibniz. Arxivat 2012-01-12 a Wayback Machine.
- 1765. Nouveaux essais sur l'entendement humain; completat el 1704. Remnant, Peter, i Bennett, Jonathan, trans., 1996. New Essays on Human Understanding. Cambridge University Press. Wiener III.6 (part). Una traducció feta per Jonathan Bennett es pot trobar a online translation

### Col·leccions
Existeixen quatre col·leccions de traduccions a l'anglès de les obres de Leibniz. Wiener (1951), Loemker (1969), Ariew and Garber (1989), and Woolhouse and Francks (1998). L'edició critique que está en curs és la Sämtliche Schriften und Briefe.